# Chinatown (Liverpool)
La Chinatown di Liverpool è lo storico quartiere cinese della città. Il quartiere risulta essere la più antica enclave cinese in Europa.

## Storia
Il 1834 è l'anno in cui il primo veliero, proveniente direttamente dalla Cina, è giunto nella città inglese per scaricare le proprie merci: seta e cotone. Si è dovuto attendere sino al 1866 perché a Liverpool si insediasse la prima comunità cinese. La presenza straniera era giustificata per motivi commerciali, in quanto erano dipendenti della compagnia marittima che gestiva il trasporto delle merci tra i due Paesi.
Proprio per supplire ai bisogni dei nuovi residenti, che non conoscevano la lingua inglese, nascono esercizi commerciali gestiti da cinesi. I matrimoni tra le due etnie iniziarono a diventare abbastanza frequenti.

## Geografia
Il quartiere è posto a sudest del centro della città e il nome delle vie sono trascritte sia in inglese che in cinese.

### Stradario

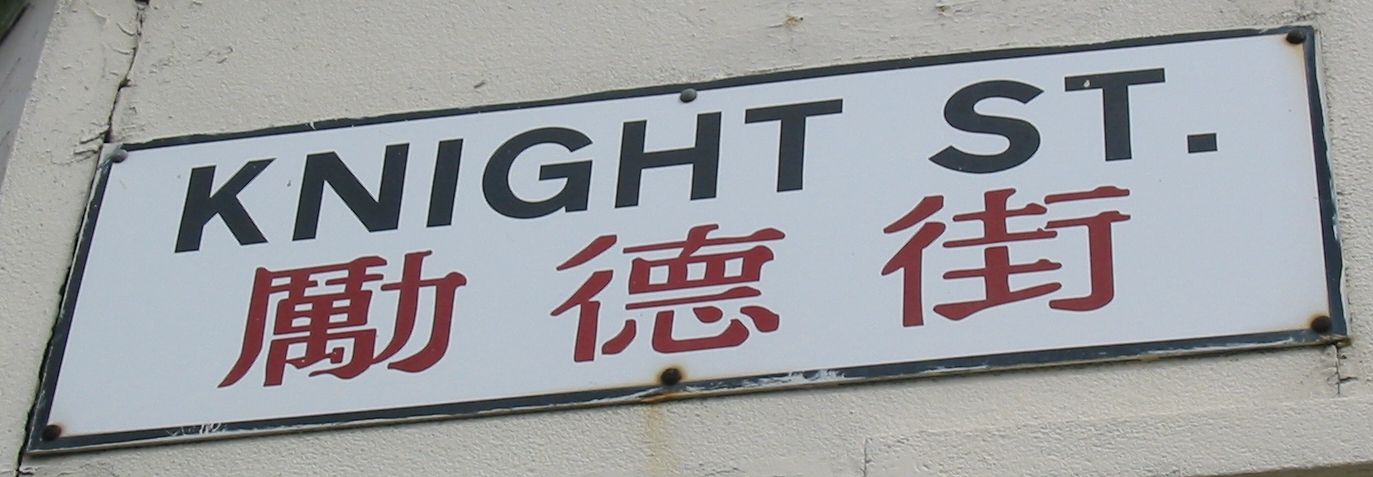
Knight Street indicato anche in lingua cinese

| Nome in inglese   | Nome in cinese | Nome in cinese | Cinese romanizzato | Cinese romanizzato       |
| Nome in inglese   | Semplificato   | Tradizionale   | Mandarino (Pinyin) | Cantonese (Jyutping)     |
| ----------------- | -------------- | -------------- | ------------------ | ------------------------ |
| Bailey Street     | 贝利街         | 貝利街         | Bèilì Jiē          | bui3 lei6 gaai1          |
| Berry Street      | 巴利街         | 巴利街         | Bālì Jiē           | baa1 lei6 gaai1          |
| Cornwallis Street | 康和利士街     | 康和利士街     | Kānghélìshì Jiē    | hong1 wo4 lei6 si6 gaai1 |
| Cummings Street   | 卡明斯街       | 卡明斯街       | Kǎmíngsī Jiē       | kaa1 ming4 si1 gaai1     |
| Duke Street       | 公爵街         | 公爵街         | Gōngjué Jiē        | gung1 zoek3 gaai1        |
| Griffiths Street  | 居富士街       | 居富士街       | Jūfùshì Jiē        | geoi1 fu3 si6 gaai1      |
| Knight Street     | 励德街         | 勵德街         | Lìdé Jiē           | lai6 dak1 gaai1          |
| Nelson Street     | 纳尔逊街       | 納爾遜街       | Nà'ěrxùn Jiē       | naap6 ji6 seon3 gaai1    |
| Roscoe Lane       | 罗士高里       | 羅士高里       | Luóshìgāo Lǐ       | lo4 si6 gou1 lei5        |
| Sankey Street     | 桑基街         | 桑基街         | Sāngjī Jiē         | song1 gei1 gaai1         |
| Seel Street       | 兆街           | 兆街           | Zhào Jiē           | siu6 gaai1               |
| Upper Duke Street | 上公爵街       | 上公爵街       | Shàng Gōngjué Jiē  | soeng6 gung1 zoek3 gaai1 |

## L'arco
Nel quartiere è presente un tipico paifang donato dalla città di Shanghai nel 2000, con cui Liverpool ha siglato un gemellaggio. L'arco è altro 13,5 metri, divenendo così, il paifang più alto fuori dalla nazione cinese. Nel posizionamento della struttura sono stati rispettati i criteri imposti dallo feng shui. Ai piedi dello paifang sono presenti due sculture, in bronzo, che rappresentano due leoni.

## Cultura
Nel quartiere sono presenti numerose attività commerciali tipiche della nazione di origine e, ogni anno, viene celebrato il capodanno cinese.